# Hormonema macrosporum
Hormonema macrosporum är en svampart som beskrevs av Voronin 1986. Hormonema macrosporum ingår i släktet Hormonema och familjen Dothioraceae.   Inga underarter finns listade i Catalogue of Life.